# Georg Gustaf Wrangel
Georg Gustaf Wrangel, kallad Brännvins-Wrangel, född 23 mars 1728 i Ervita, död 7 december 1795 i Livorno, var en svensk friherre, militär, diplomat och ämbetsman.

## Biografi
Wrangel var son till Carl Henrik Wrangel af Adinal och tillhörde den friherrliga ätten Wrangel af Adinal. Han inskrevs vid armén 1737 och hade 1746 avancerat till fänrik vid Livgardet. Som sådan beordrades han att bevaka Kristofer Springer och vann på grund av faderns sympatier för mösspartiet Springers förtroende, men förrådde honom, vilket ledde till Springers ofärd. Faderns förbittring över förräderiet förmådde Wrangel att 1747 gå i fransk krigstjänst, där han genom arvprinsen Adolf Fredriks förmedling fick befattning som kapten à la suite vid regementet Royal Suédois, varför han troligen deltog under Österrikiska tronföljdskriget.
Han återkom till Sverige 1749 och utnämndes då till löjtnant vid Livgardet, men redan 1750 befordrades han till kapten vid Cronhjortska regementet som 1749 förlades till Sverige, då det tidigare varit baserat i Stralsund. 1752 utnämndes han till överadjutant och 1756 utsågs han av ständerna att vara kavaljer hos kronprinsen Gustaf, men frånträdde befattningen samma år. 1757 befordrades han till major vid Drottningens livregemente till fot som också det hade förlagts till Sverige från Stralsund, dock frånträdde han denna befattning den 7 december 1758 och han blev därefter överste och chef för Wrangelska husarregementet som sattes upp i Svenska Pommern och Wrangel deltog med detta regemente på ett hedrande sätt i pommerska kriget. Han blev 1759 generaladjutant samt verkade under åren 1760-61 som minister vid Nedersachsiska kretsen och resident i Hamburg. Han förflyttades 1763 och blev överste och chef för Bohusläns regemente och 1769 överste och chef för Nylands dragoner samt erhöll samma år generalmajors avsked.
Wrangel hade 1753 gift sig med Dorotea Albertina von Barnewitz som var dotter till Christoffer Fredrik von Barnewitz. Efter hustruns död 1761 ärvde han ett flertal gods i Brandenburg, Netzeband, Grünberg och Doversee. Detta gjorde att han uppehöll sig några år i Tyskland, och han blev 1770 domherre, det vill säga förvärvade ett sekulariserat domherreprebende i Havelsberg. 1770 sålde han de tyska godsen och 1773 sålde han även Havelsberg, varefter han återkom till Sverige. Han gifte också om sig 1770 med friherrinnan Maria Charlotta Cedercreutz, som var statsfru hos drottning Sofia Magdalena.
Vid Wrangels återkomst var Gustav III sysselsatt med planerna på att reglera brännvinstillverkningen i Sverige. Som kännare av den preussiska brännvinslagstiftningen lyckades Wrangel bli tagen till råds därom och även vinna kungens förtroende, så att han 1775 utnämndes till landshövding i Västerbottens län samt generallöjtnant. Det var på hans förslag som den av Johan Liljencrants framställda planen, att brännvinstillverkningen skulle bedrivas vid mindre utarrenderade brännerier, ändrades därhän, att stora kronobrännerier upprättades, vilka delvis inrymdes i några av våra historiskt märkvärdiga slottsbyggnader. Han hade (1775-80) plats i den så kallade brännvinsdirektionen, som skulle bringa till verkställighet och övervaka denna inrättning. Som belöning för sitt verk hoppades Wrangel erhålla riksrådsvärdighet och generalguvernörskapet i Pommern, men då kronobrännerierna ej blev så fördelaktiga som kungen väntat, fick han nöja sig med att 1781 förflyttas till Halmstads landshövdingestol.
På grund av sjuklighet blev han 1784 tjänstledig och vistades sedan 1785 i Italien. I december 1788 utnämndes han, med bibehållande av landshövdingeplatsen, till minister i Italien, men kallades hem 1792 för att lämna plats åt Gustaf Mauritz Armfelt. I stället utnämndes han samma år till minister i London, men mottog inte denna plats, och 1793 tog han avsked från landshövdingeämbetet. Även efter sin hemkallelse kvarstannade han i Italien. Under en brunnskur i Pisa 1795 kom han i förbindelse med den landsförvisade Adolf Fredrik Munck, som talade vitt och brett om de avslöjanden han skulle göra rörande den kungliga familjen och om revolution i Sverige med mera, om han inte fick upprättelse. Den gamle lättskrämde Wrangel skyndade att underrätta regeringen om den hotande faran och fick order att underhandla med Munck och att i nödfall bemäktiga sig hans person samt lockades med utsikt att, om han skötte saken till belåtenhet, vinna sina önskningars mål, men döden kom emellan. År 1793 hade han i hemlighet övergått till katolicismen.

## Utmärkelser
- Riddare av Svärdsorden - 28 april, 1759
- Kommendör av Svärdsorden - 28 april, 1772
- Kommendör med stora korset av Svärdsorden - 12 september 1772

## Bilder

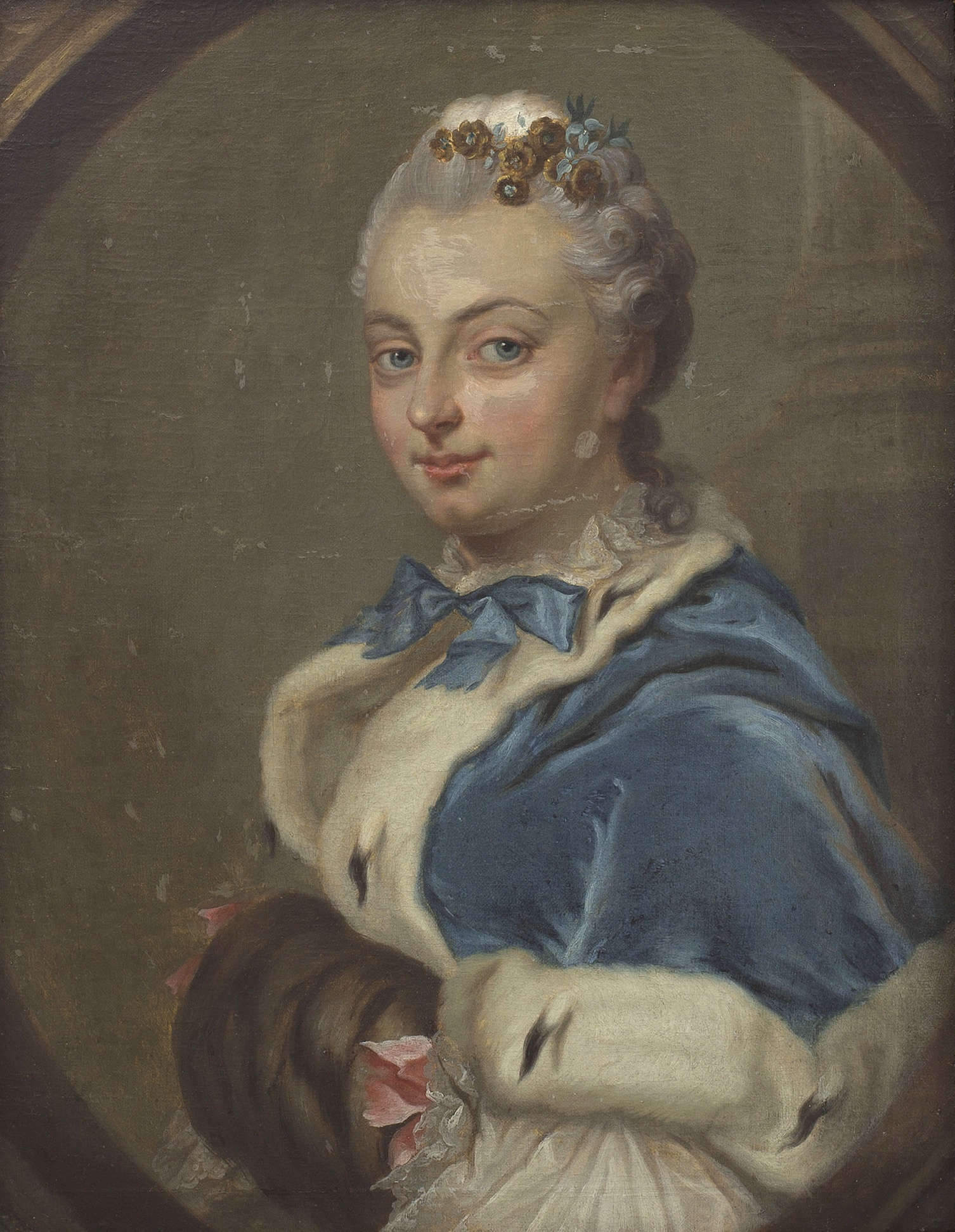
Dorotea Albertina von Barnewitz, Wrangels första fru.